# Althepus noonadanae
Althepus noonadanae là một loài nhện trong họ Ochyroceratidae. Loài này phân bố ở Filipijnen.